# Leptomyrmex wiburdi
Leptomyrmex wiburdi är en myrart som beskrevs av Wheeler 1915. Leptomyrmex wiburdi ingår i släktet Leptomyrmex och familjen myror.

## Underarter
Arten delas in i följande underarter:
- L. w. pictus
- L. w. wiburdi

## Bildgalleri

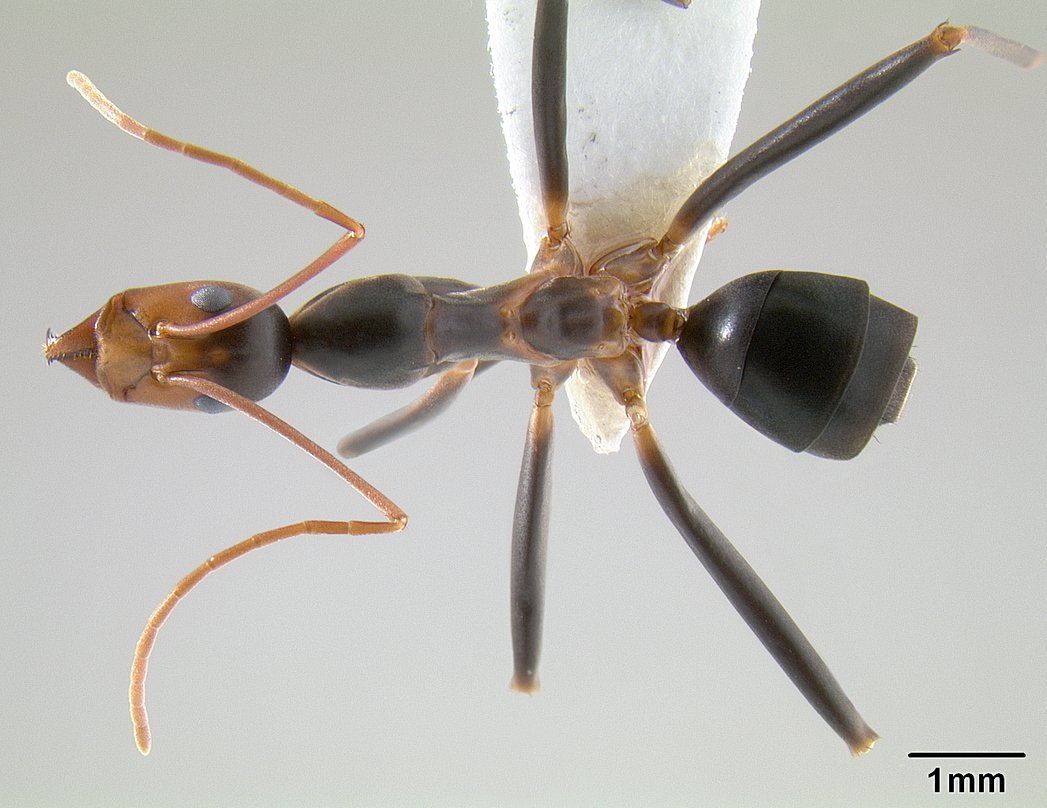
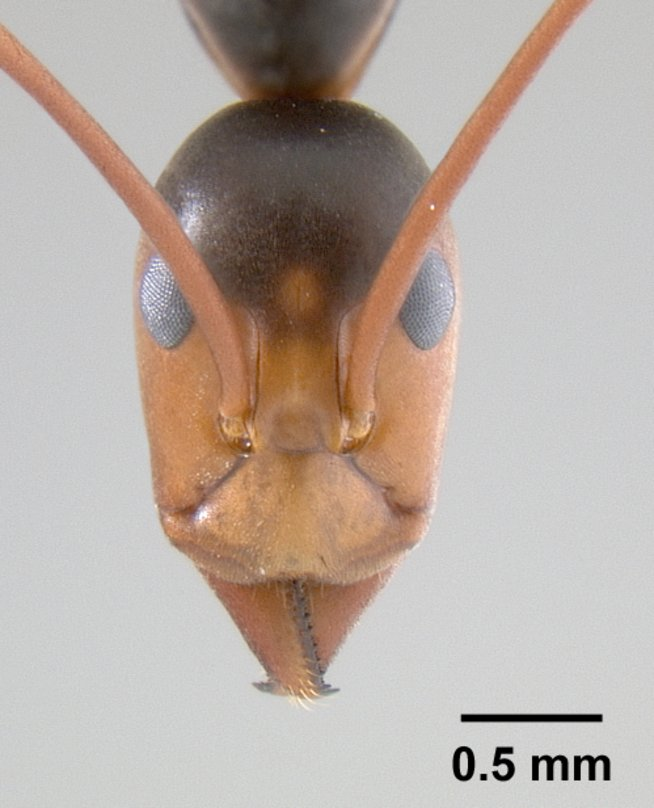
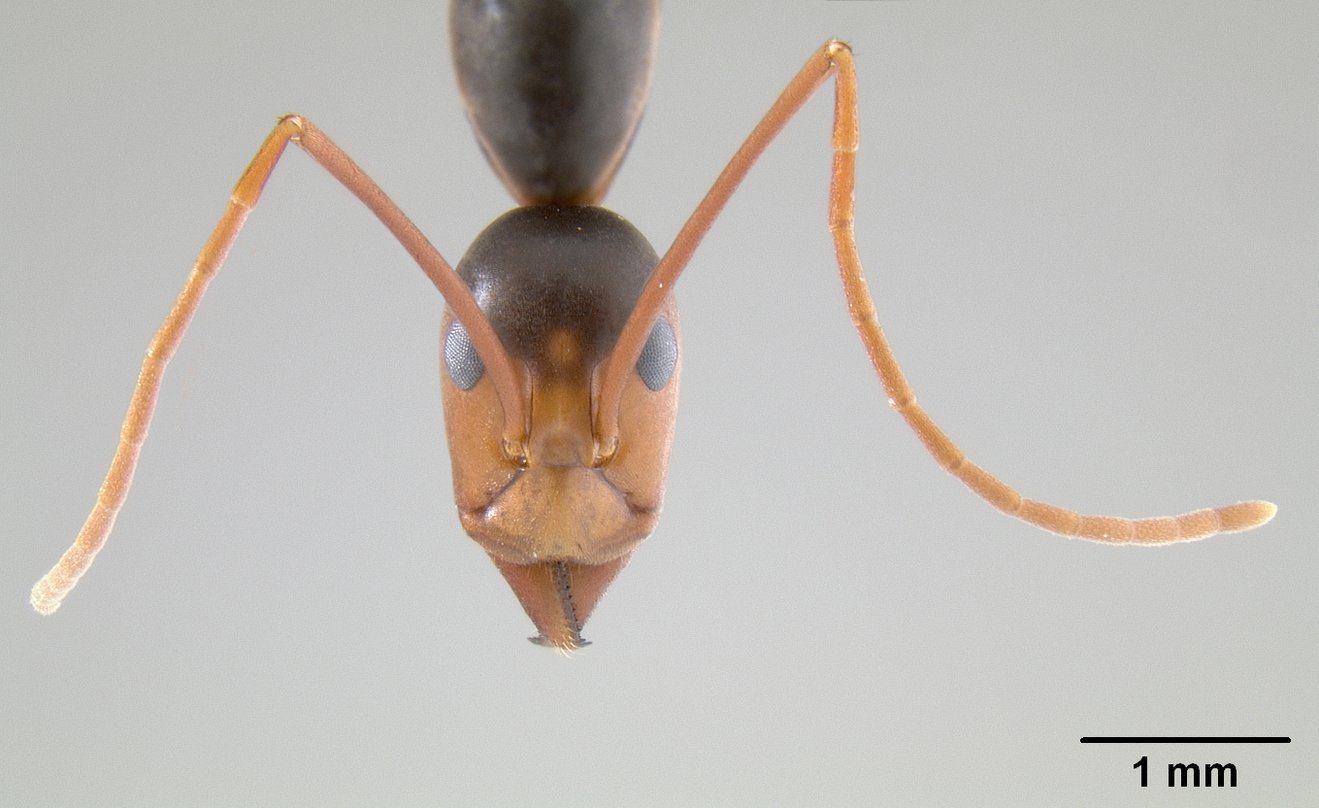
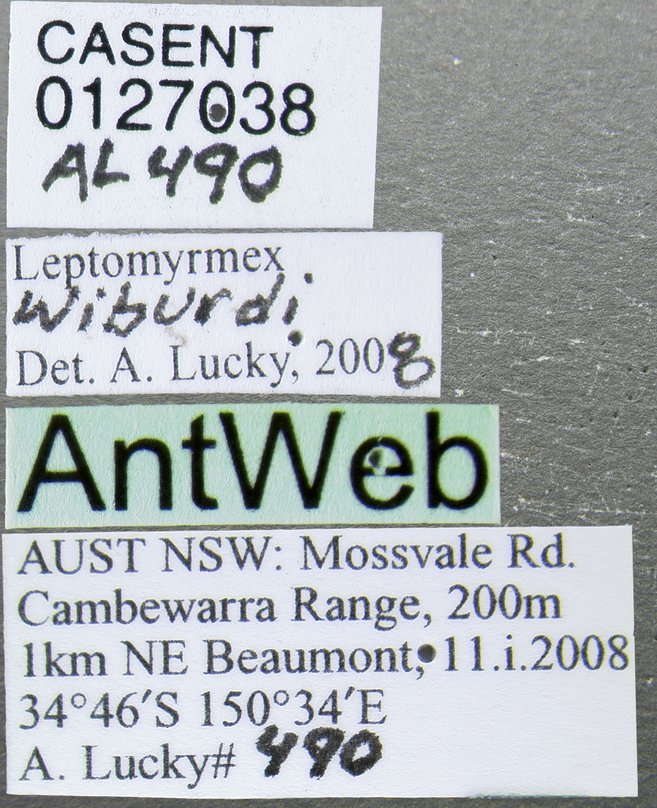
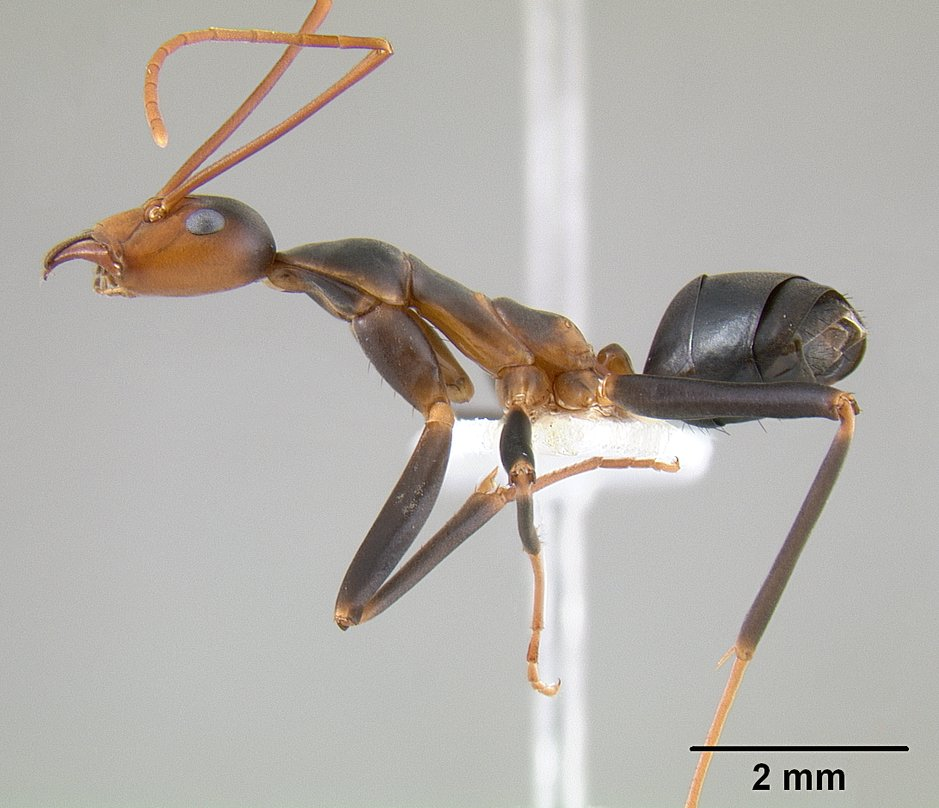